# Список об'єктів Світової спадщини ЮНЕСКО в Бразилії
У списку об'єктів Світової спадщини ЮНЕСКО в Бразилії міститься 23 найменування (станом на 2023 рік).

## Статистика
З 23 об'єктів Світової спадщини в Бразилії:
- 15 культурних об'єктів
- 7 природних об'єктів
- 1 змішаний об'єкт

Критерії з найбільшим числом об'єктів:
- 11 культурних об'єктів визнані видатними прикладами конструкції, архітектурного або технологічного ансамблю, що ілюструють значний період історії людства (Критерій iv)
- 8 природних об'єктів визнані найважливішими природними середовищами для збереження біологічного різноманіття, у тому числі видів, що зникають (Критерій x)

## Список
У наведеній таблиці об'єкти розташовані в порядку їх внесення до списку Світової спадщини.
Кольорами у списку позначено:
| №  | Зображення | Назва | Місцеположення | Час створення        | Час внесення до списку                                 | №    | Критерії   |
| -- | ---------- | --- | --- | -------------------- | ------------------------------------------------------ | ---- | ---------- |
| 1  |            | Історичне місто Ору-Прету (англ. Historic Town of Ouro Preto) | Бразилія штат Мінас-Жерайс | XVII—XIX століття    | 1980                                                   | 124  | i, iii     |
| 2  |            | Історичний центр міста Олінда (англ. Historic Centre of the Town of Olinda) | Бразилія штат Пернамбуку, Північно-східний регіон                                                                                | XVI століття         | 1982                                                   | 189  | ii, iv     |
| 3  |            | Єзуїтські місії Гуарані: Сан-Іґнасіо-Міні, Санта-Ана, Нуестра-Сеньйора-де-Лорето і Санта-Марія-Майор (Аргентина), руїни Сан-Мігель-дас-Місойнс (Бразилія) (англ. Jesuit Missions of the Guaranis: San Ignacio Mini, Santa Ana, Nuestra Señora de Loreto and Santa Maria Mayor (Argentina), Ruins of Sao Miguel das Missoes (Brazil)) * Сан-Мігель-дас-Місойнс | Бразилія штат Ріу-Гранді-ду-Сул (спільно з Аргентиною )                                                                          | XVII—XVIII століття  | 1983 (розширено в 1984 році)                           | 275  | iv         |
| 4  |            | Історичний центр міста Сальвадор-де-Баїя (англ. Historic Centre of Salvador de Bahia) | Бразилія штат Баїя, Північно-східний регіон                                                                                      | XVI—XVIII століття   | 1985                                                   | 309  | iv, vi     |
| 5  |            | Святилище Ісуса Конгоньяського (англ. Sanctuary of Bom Jesus do Congonhas) | Бразилія штат Мінас-Жерайс, місто Конгоньяс                                                                                      | XVIII століття       | 1985                                                   | 334  | i, iv      |
| 6  |            | Національний парк Ігуасу (англ. Iguaçu National Park) | Бразилія штат Парана | —                    | 1986 (з 1999 року по 2001 рік знаходився під загрозою) | 355  | vii, x     |
| 7  |            | Бразиліа (англ. Brasilia) | Бразилія Федеральний округ Бразилії                                                                                              | 1956                 | 1987                                                   | 445  | i, iv      |
| 8  |            | Національний парк Серра-да-Капівара (англ. Serra da Capivara National Park) | Бразилія На південному сході штату Піауї — муніципалітети Сан-Раймундо Нонато, Сан-Жоао-ду-Піауї та Канто-ду-Бутріті             | 25000 років потому   | 1991                                                   | 606  | iii        |
| 9  |            | Історичний центр Сан-Луїса (англ. Historic Centre of São Luís) | Бразилія штат Мараньян, Північно-східний регіон                                                                                  | XVII—XX століття     | 1997                                                   | 821  | iii, iv, v |
| 10 |            | Історичний центр міста Діамантина (англ. Historic Centre of the Town of Diamantina) | Бразилія штат Мінас-Жерайс | XVIII століття       | 1999                                                   | 890  | ii, iv     |
| 11 |            | Атлантичні лісові заповідники узбережжя Діскавері (англ. Discovery Coast Atlantic Forest Reserves) * Біологічний заповідник Уна * Експериментальна станція PAU Бразилія CEPLAC * Станція Веракрус * Національний парк Пау-Бразилія * Національний парк Діскавері * Національний парк Монте-Паскуаль * Лісовий заповідник Ліньярес * Біологічний заповідник Сооретама | Бразилія Атлантичне узбережжя, штати Баїя та Еспіриту-Санту, північний схід Бразилії                                             | —                    | 1999                                                   | 892  | ix, x      |
| 12 |            | Південно-східні заповідники Атлантичного лісу (англ. Atlantic Forest South-East Reserves) * Екологічна станція Юрея-Ітатіньш * Екологічна станція Чауас * Екологічна станція Гуаракекаба * Екологічна станція Ілья-ду-Мель * Екологічна станція Сітуе * Екологічна станція Гуарагуаку * Національний парк Суперагі * Державний парк Pariquera - Abaixo * Державний парк Жакупіранга (частина) * Державний парк Ілья-ду-Кардозу * Державний парк Карлуш Ботелю * Державний парк Піко-ду-Марумбі * Державний парк Інтервалес * Державний парк Лаурасеас * Туристичний державний парк Алту-Рібейра (ПЕТАР) * Приватний заповідник Сальто-Морату * Зона дикої природи Серрас-ду-Кордейру, Паратіу, Ітапуа та Ітінга * Зона дикої природи Серрас-ду-Аррепіаду і Томбадор * Зона дикої природи Мангуш * Серра-ду-Ітапітангі (Мандіра) Зона дикої природи * Зона дикої природи "Океанічні острови" (Ilhas oceanicas) * Туристична заповідна зона та державний парк Роберто Е Ланге * Туристична заповідна зона Серра-да-Грасіоза * Туристична заповідна зона та державний парк Пау-Око * Зона дикої природи Ілья-Комприда | Бразилія Атлантичне узбережжя, штати Парана та Сан-Паулу                                                                         | —                    | 1999                                                   | 893  | vii, ix, x |
| 13 |            | Природоохоронний комплекс Центральної Амазонії (англ. Central Amazon Conservation Complex) * Національний парк Жау, заповідник сталого розвитку Амана та демонстраційна зона заповідника сталого розвитку Мамірауа * Екологічна станція Анавілханас | Бразилія штат Амазонас | —                    | 2000 (розширено у 2003 році)                           | 998  | ix, x      |
| 14 |            | Заповідник Пантанал (англ. Pantanal Conservation Area) | Бразилія Південний захід штату Мату-Гросу і північний захід штату Мату-Гросу-ду-Сул, що прилягає до кордонів Бразилії з Болівією | —                    | 2000                                                   | 999  | vii, ix, x |
| 15 |            | Історичний центр міста Гояс (англ. Historic Centre of the Town of Goiás) | Бразилія Штат Гояс | XVIII — XIX століття | 2001                                                   | 993  | ii, iv     |
| 16 |            | Бразильські атлантичні острови: заповідники Фернанду-ді-Норонья й атол Рокас (англ. Brazilian Atlantic Islands: Fernando de Noronha and Atol das Rocas Reserves) * Національний морський парк Фернанду-ді-Норонья * Біологічний морський заповідник атола Рокас | Бразилія Штати Пернамбуку та Ріу-Гранді-ду-Норті                                                                                 | —                    | 2001                                                   | 1000 | vii, ix, x |
| 17 |            | Заповідні території Серрадо: національні парки Шапада-дус-Веадейрус та Емас (англ. Cerrado Protected Areas: Chapada dos Veadeiros and Emas National Parks) * Національний парк Шапада-дус-Веадейрус (1) * Національний парк Шапада-дус-Веадейрус (2) * Національний парк Емас | Бразилія Центральне Бразильське плоскогір'я, штат Гояс                                                                           | —                    | 2001 (незначні зміни у 2019 році)                      | 1035 | ix, x      |
| 18 |            | Площа Сан-Франциско в місті Сан-Крістован (англ. São Francisco Square in the Town of São Cristóvão) | Бразилія | XVIII — XIX століття | 2010                                                   | 1272 | ii, iv     |
| 19 |            | Ріо-де-Жанейро: ландшафти Каріоки між горою та морем (англ. Rio de Janeiro: Carioca Landscapes between the Mountain and the Sea) * Ліс Тіжука, Претос-Форрос і Кованка — Національний парк Тіжука * Педра Боніта та Педра-да-Гавеа — Національний парк Тіжука * Гірський хребет Каріока — Національний парк Тіжука і ботанічний сад * Гирло бухти Гуанабара та штучні берегові лінії — парк Фламенго, історичні форти, Нітерой, пам'ятник природи гора Цукрова голова, набережна Копакабана | Бразилія | XIX століття         | 2012                                                   | 1100 | v, vi      |
| 20 |            | Сучасний ансамбль Пампулья (англ. Pampulha Modern Ensemble) | Бразилія | 1940                 | 2016                                                   | 1493 | i, ii, iv  |
| 21 |            | Археологічна пам'ятка Пристань Валонго (англ. Valongo Wharf Archaeological Site) | Бразилія | 1811                 | 2017                                                   | 1548 | vi         |
| 22 |            | Параті та Ілья-Гранде — культура та біорізноманіття (англ. Paraty and Ilha Grande – Culture and Biodiversity) | Бразилія | XVIII—XIX століття   | 2019                                                   | 1308 | v, x       |
| 23 |            | Ферма Роберто Бурле Маркса (англ. Sítio Roberto Burle Marx) | Бразилія | 1949                 | 2021                                                   | 1620 | ii, iv     |